# Neptis agatha
Neptis agatha är en fjärilsart som beskrevs av Pieter Cramer 1782. Neptis agatha ingår i släktet Neptis och familjen praktfjärilar. Inga underarter finns listade i Catalogue of Life.

## Bildgalleri

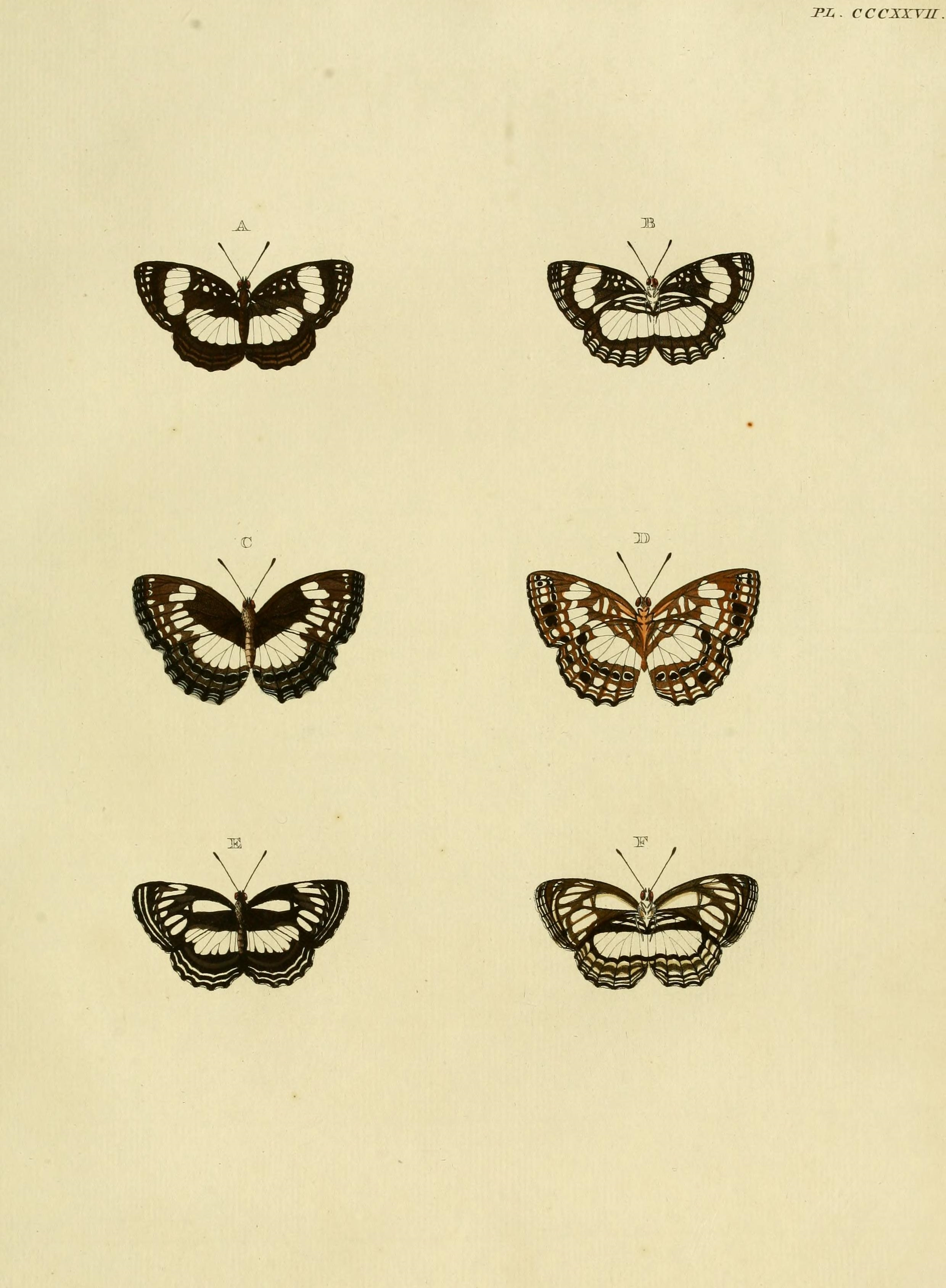